# Коппард, Оливер
Оливер Джеймс Коппард (англ. Oliver James Coppard; род. 9 июня 1981, Саут-Йоркшир, Англия) — британский политик от Лейбористской и Кооперативной партий, занимающий должность мэра Объединённого управления Саут-Йоркшира с 2022 года. Был переизбран на этот пост в 2024 году.

## Ранняя жизнь и образование
Коппард учился в школе Сильвердейл и школе Хай-Сторс.
Получил степень бакалавра в области политики и парламентских исследований в Лидсском университете. Во время учёбы в Лидсе проходил стажировку в офисе Дика Гепхарда, бывшего лидера демократов в Палате представителей США. Позднее Коппард стажировался в офисе Мег Манн, когда она была членом парламента от Шеффилд-Хили.

## Политическая карьера
На выборах в городской совет Шеффилда в 2004 году Коппард был одним из трёх кандидатов от Лейбористской партии, которые безуспешно баллотировались в Грейвс-Парк.
Коппард добровольно участвовал в кампании Обамы на президентских выборах в США 2012 года. Он был директором кампании по сохранению членства в Европейском союзе в Йоркшире, Хамбере и Линкольншире на референдуме 2016 года.
Коппард баллотировался в Шеффилд-Холлам на всеобщих выборах 2015 года против заместителя премьер-министра Ника Клегга. Ему не удалось победить Клегга, но он добился сдвига более чем на 16% от Либеральных демократов к Лейбористской партии. Коппард заявил, что не стал баллотироваться на этом месте в 2019 году из-за антисемитизма в Лейбористской партии.
На выборах мэра Объединённого управления Саут-Йоркшира в 2022 году Коппард был выбран кандидатом от Лейбористской партии. Он выиграл выборы, получив 43,1% голосов в первом туре и победив кандидата от Консервативной партии Клайва Уоткинсона с результатом 71,4% против 28,6% во втором туре.
12 марта 2024 года Коппард объявил о выделении 2,2 миллиона фунтов на обеспечение безопасного места для сна для каждого ребенка в возрасте от 0 до 5 лет в Саут-Йоркшире. Коппард сообщил Yorkshire Post, что он создал программу, поскольку знал, что «один из девяти младенцев, вернувшихся домой из больницы в Шеффилде, не имеет безопасного места для сна» и что они могут «окончить спать в ванне, коробке, ящике или на кресле-качалке».
22 марта 2024 года под руководством Коппарда Объединённое управление Саут-Йоркшира официально вернуло контроль над сетью трамваев и электричек Supertram в общественные руки. Этот шаг был приветствован комментаторами, а Мэтью Топхэм из Better Buses for South Yorkshire назвал это «днём празднования, когда наш местный транспорт будет управляться народом и для народа». Один из советников Шеффилда назвал это «смелым решением», которое заслуживает «всей нашей поддержки» в колонке для Sheffield Telegraph.

## Личная жизнь
Коппард проживает в Шеффилде. Он еврей. Является председателем совета директоров студенческого союза Шеффилд-Холлам.